# Kovács Péter (grafikus)

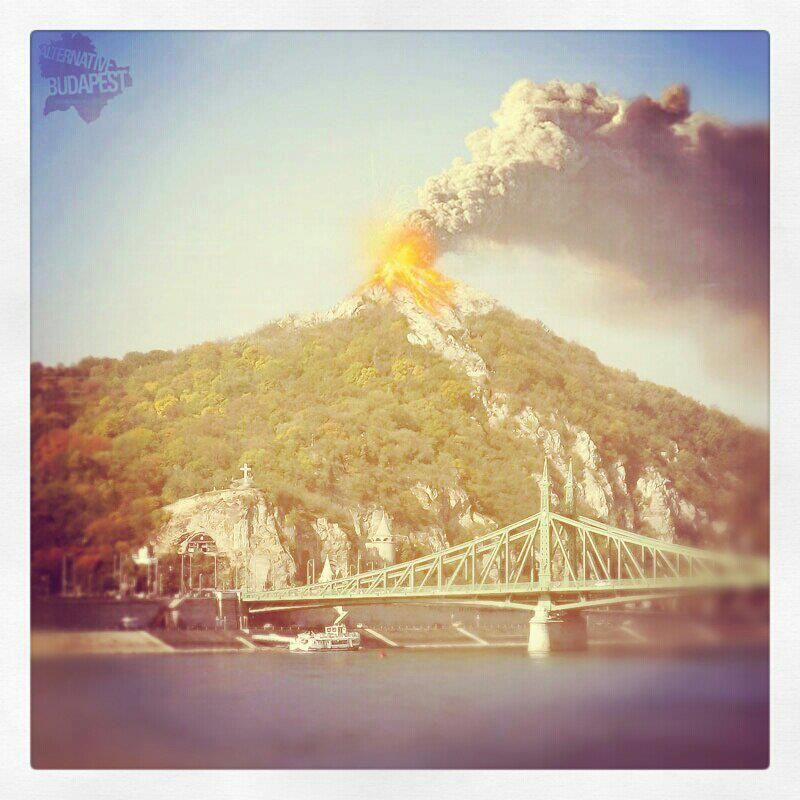
Kovács KoPé Péter: Vulkánkitörés a Gellért-hegyen című képe - az Alternatív Budapest kiállítás-sorozatának része - 2013

Kovács Péter (Budapest, 1979. december 4. –) magyar grafikus, tipográfus, vj, fotós, videó-vágó, animációs tervező.

## Élete
A Cash Flow gazdasági magazin és a Cinema magazin művészeti vezetője volt.
2003-ban megalapította a máig is működő Antropos.hu kulturális online magazint, aminek főszerkesztője, ügyvezetője, művészeti vezetője, rendezvényszervezője egy személyben.

## Munkássága
Legismertebb munkája az Alternative Budapest álló valamint mozgóképsorozat, melyben a magyar főváros ismert helyszíneit alakítja át - sci-fi, horror, általánosan nem létező -  képzeletbeli képelemekkel. 2001-ben díjat nyert alkotásaival az ARC kiállításokon.

### Munkái
- 2013. Alternative Budapest (saját projekt)
- 2008–2009. ROME POST olasz kulturális és programajánló havilap: art director, grafikus, tördelő, web-designer[1]
- 2008. CINEMA nemzetközi filmes magazin, magyar kiadás: art director, grafikus, tördelő, web-designer[1]
- 2008, 2009, 2010 (ősz és tél), 2012 (ősz) Budapest Fashion Week: vj (látványfelelős)[1]
- 2000-2007 között a Cash Flow gazdasági magazin: művészeti vezető

### Kiállítások, díjak -linek minden kiállításhoz ITT!
- 2019. augusztus 7-13. Kiállítás a SZIGET2019 fesztiválon (Art Zone helyszín): ‘Alternative Budapest’ by KoPé (Budapest, Hajógyári-sziget)
- 2019. május 2-július 22. Mutánsok / Mutants exhibition by KoPé (Görbe Bögre, Budapest, VIII., Rökk Szilárd utca 3.)
- 2018. április 4-május 4. Kiállítás a BB’z-ben: ‘Alternative Budapest’ #10 by KoPé (BB’z, Budapest, VII., Király u. 15.)
- 2017. május 5-én ‘Alternative Budapest’ by KoPé – GIF kiállítás (Liget club, Budapest, X., Népligeti út 2.)
- 2016. február 18. #SELFIEXHIBITION by KoPé! @ ALAP (Alap, Budapest, VI., Bajcsy Zsilinszky út 35.)
- 2015.07.16. ABSOLUT Budapest by KoPé - az Absolut Vodka felkérésére készültek képek (online megjelenések és kiállítás a Gozsdu udvarban, Budapest)
- 2015.06.04-2015.07.02. Alternative Budapest #8 önálló kiállítás – Az első GIF kiállítás (Holdudvar, Budapest), Megnyitotta: Péczeli Dóra – MR2, Petőfi Rádió műsorvezető
- 2014.12.11-2015.01.17. Alternative Budapest #7 önálló kiállítás – A teljes sorozat [2012-2015] (Paloma Galéria, Budapest), Megnyitotta: Nemere István – sci-fi író
- 2014.09.30-10.15. Alternative Budapest #6 önálló kiállítás (Bakelit Multi Art Center, Budapest), Megnyitotta: Takáts Eszter
- 2014.09.02-09.14. Alternative Budapest #5 önálló kiállítás (Corvin mozi, Budapest), Megnyitotta: Mátrai Miklós reklámszakember / Friendly
- 2014.08.11-08.18. Alternative Budapest #4 önálló kiállítás (Sziget fesztivál, Art Zone helyszín, Budapest)
- 2014.05.20-06.30. Alternative Budapest #3 önálló kiállítás (Courtyard by Marriott Budapest City Center Hotel, Budapest), Megnyitotta: Réz András
- 2014.04.19-05.19. Kazi30 a Szimplában, csoportos kiállítás (Szimpla Kert, Budapest)
- 2014.02.08-tól a Kazi30 galériában állandó megjelenése a Alternative Budapest képeknek, csoportos kiállítás (Kazi30, Budapest, VII., Kazinczy u. 30.)
- 2014.01.13-02.09. Alternative Budapest #2 önálló kiállítás (‘A’ főbejárati aula – WestEnd Office Center Irodaház, Budapest)
- 2013.12.04-től Alternative Budapest önálló kiállítás (Universum Póker klub – DunaPláza, Budapest
- 2014. szeptember: 14. ARC óriásplakát kiállításon 2 plakáttal megjelenés 'Alternative Budapest' témában
- 2014.12.11-2015.01.17. Alternative Budapest #7 önálló kiállítás – A teljes sorozat [2012-2015] (Paloma Galéria, Budapest) / Megnyitotta: Nemere István – sci-fi-író
- 2014.09.30-10.15. Alternative Budapest #6 önálló kiállítás (Bakelit Multi Art Center, Budapest)
- 2014.09.02-09.14. Alternative Budapest #5 önálló kiállítás (Corvin mozi, Budapest) / Megnyitotta: Mátrai Miklós reklámszakember
- 2014.08.11-08.18. Alternative Budapest #4 önálló kiállítás (Sziget fesztivál, Art Zone helyszín, Budapest)
- 2014.05.20-06.30. Alternative Budapest #3 önálló kiállítás (Courtyard by Marriott Budapest City Center Hotel, Budapest) / Megnyitotta: Réz András
- 2014.01.13-02.09. Alternative Budapest #2 önálló kiállítás (‘A’ főbejárati aula – WestEnd Office Center Irodaház, Budapest)
- 2013.12.04-től Alternative Budapest állandó önálló kiállítás (Universum Póker klub – DunaPláza, Budapest)
- 2013.11.21-12.04. Alternative Budapest #1 önálló kiállítás (Abszolút galéria, Budapest), Megnyitotta: Karafiáth Orsolya
- 2013.02.28. Peter Fabbro néven Kapcsolatok/Contacts című önálló kiállítás festményekből (Lokál kávézó és bár, Budapest)
- 2013. szeptember: 13. ARC óriásplakát kiállításon 2 plakáttal megjelenés 'Alternative Budapest' témában
- 2004.04. TIPOCHONDRIA kiállítás – nyertes alkotás, csoportos kiállítás (Collegium Hungaricum, Ausztria – Bécs)
- 2003.01. Tilos Rádió grafikai pályázat, 1. díj
- 2002. augusztus - ARC 3. óriásplakát-pályázat és kiállítás - 1. díj (Felvonulási tér, Budapest)
  - Két plakátterve is kiállításra került a budapesti Felvonulási téren.
  - A CSILLAG cíművel Szabadon Választott témában 1. díjat nyert.
- 2001. augusztus - ARC 2. óriásplakát-pályázat és kiállítás – különdíj (Felvonulási tér, Budapest)